# Neukirchen (Bajorország)
Neukirchen település Németországban, azon belül Bajorországban. Lakosainak száma 1749 fő (2023. december 31.).

## Népesség
A település népessége az elmúlt években az alábbi módon változott:
| Lakosok száma | 901  | 1158 | 1451 | 1491 | 1714 | 1721 | 1733 | 1709 | 1775 | 1749 |
|               | 1875 | 1950 | 1970 | 1987 | 2012 | 2013 | 2015 | 2017 | 2021 | 2023 |